# Alexander (Iowa)
Alexander es una ciudad situada en el condado de Franklin, Estado de Iowa, Estados Unidos. Según el censo de 2010 tenía una población de 175 habitantes.

## Demografía
Según el censo de 2000, había 165 personas, 79 hogares y 48 familias residiendo en la localidad. La densidad de población era de 14,89 hab./km². Había 88 viviendas con una densidad media de 7,9 viviendas/km². El 96,36% de los habitantes eran blancos, el 3,64% de otras razas, y el 0,99% pertenecía a dos o más razas. El 3,64% de la población eran hispanos o latinos de cualquier raza.
Según el censo, de los 79 hogares, en el 24,1% había menores de 18 años, el 55,7% pertenecía a parejas casadas, el 3,8% tenía a una mujer como cabeza de familia, y el 38,0% no eran familias. El 35,4% de los hogares estaba compuesto por un único individuo, y el 27,8% pertenecía a alguien mayor de 65 años viviendo solo. El tamaño promedio de los hogares era de 2,09 personas, y el de las familias de 2,59.
La población estaba distribuida en un 17,0% de habitantes menores de 18 años, un 7,3% entre 18 y 24 años, un 24,2% de 25 a 44, un 24,8% de 45 a 64, y un 26,7% de 65 años o mayores. La media de edad era 46 años. Por cada 100 mujeres había 87,5 hombres. Por cada 100 mujeres de 18 años o más, había 95,7 hombres.
Los ingresos medios por hogar en la localidad eran de 31.250 dólares ($), y los ingresos medios por familia eran 33.750 $. Los hombres tenían unos ingresos medios de 27.344 $ frente a los 20.833 $ para las mujeres. La renta per cápita para la ciudad era de 14.995 $. El 9,3% de la población y el 6,3% de las familias estaban por debajo del umbral de pobreza. El 11,3% de los habitantes de 65 años o más vivían por debajo del umbral de pobreza.

## Geografía
Según la Oficina del Censo de los Estados Unidos, la localidad tiene un área total de 11,05 km², la totalidad de los cuales corresponden a tierra firme.